# Équithérapie

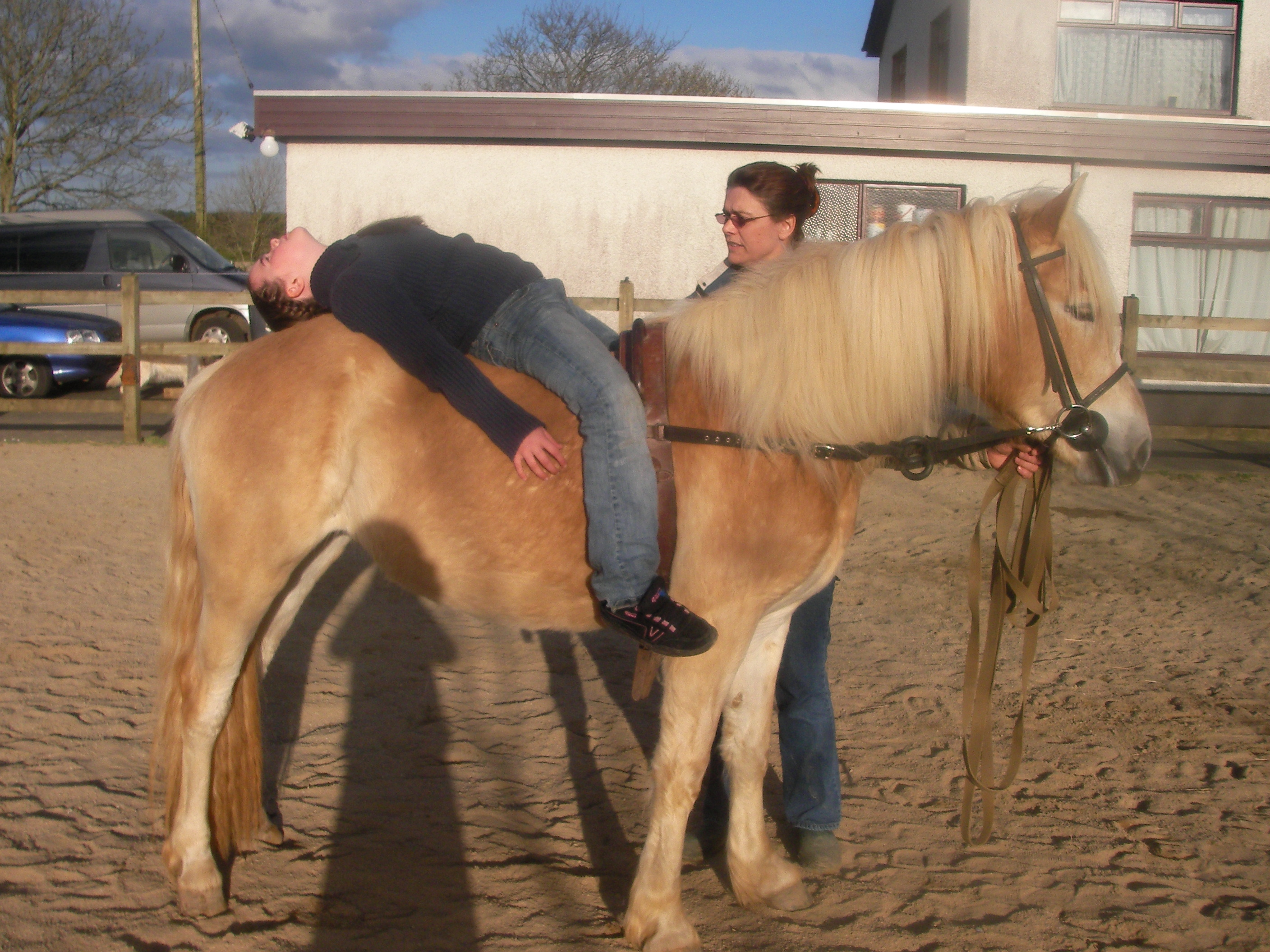
Relaxation en séance d'équithérapie.

 (juillet 2021).
 (avril 2023).
L'équithérapie est une prise en charge thérapeutique, non conventionnelle et complémentaire aux soins médicaux. Elle prend en considération le patient dans son entité physique et psychologique, et utilise le cheval comme médiateur et partenaire thérapeutique afin d'atteindre des objectifs fixés en fonction de la spécialité du thérapeute ainsi que des besoins du patient.

## Terminologie et définition
L'origine du mot équithérapie : il est composé de deux radicaux, equus qui veut dire cheval en latin et therapeia qui veut dire le traitement ou le soin en grec ancien.
Selon la Société Française d'Equithérapie, « l'équithérapie est un soin psychique médiatisé par le cheval et dispensé à une personne dans ses dimensions psychiques et corporelles. »
D'autres appellations sont utilisées dans le plus large domaine des soins médiatisées par le cheval : « équithérapie », « hippothérapie », « thérapie avec le cheval », « activité équestre à intention thérapeutique », « réadaptation par l'équitation », ou encore « équicie » (en France).
Pour les organismes représentatifs de la filière médiation équine en France, chacune de ces appellations correspond à un type d'action médiatisée par le cheval, spécifique suivant ses objectifs, son champ professionnel, et les publics auxquels elle s'adresse,,.
Toutefois, pour certains, cette taxonomie ne fait pas l'objet de consensus officiel ou international, aussi le terme « équithérapie » pourrait être générique pour désigner tout soin aux personnes médiatisé par le cheval.

## Histoire
Certaines propriétés thérapeutiques liées au cheval sont connues depuis l'Antiquité. La mise à cheval était pratiquée en Grèce dans les temples d'Esculape pour favoriser l'évolution de certaines maladies somatiques et pour fortifier les membres,[source insuffisante]. Les vertus du contact avec des chevaux en faisaient déjà une activité préconisée afin de soutenir l'éducation des enfants et des adolescents, et pour améliorer l'état de personnes souffrantes.[réf. nécessaire] Xénophon écrit que « le cheval est un bon maître, non seulement pour le corps, mais aussi pour l'esprit et pour le cœur » (Ve siècle av. J.-C.). Hippocrate évoque lui aussi ces vertus, mais recommande de n'y faire appel qu'avec des personnes « sans risque ». Cette pratique est oubliée au Moyen Âge, puis re-découverte à la Renaissance par Girolamo Mercuriale, Francisco Fuller et Vescosi, qui la mentionne dans son œuvre De l’importance de l’équitation dans la médecine ancienne et moderne. Au XVIIIe, Christian Jahn recommande l’équitation quotidiennement pour les personnes souffrant d'hypocondrie. En 1751, Diderot aborde dans son Encyclopédie les nombreux aspects bénéfiques de l'équitation, affirmant qu'elle peut soigner un grand nombre de maladies et les prévenir avant qu’elles ne se déclarent ».

### Premières études
R. Chassaigne mène l'une des premières études sur l’équitation thérapeutique en 1870 à Paris, dans le cadre de sa thèse de doctorat. Il en conclut que l'équitation apporte un bénéfice pour traiter l’hémiplégie, la paraplégie et divers troubles neurologiques, notant que l’équilibre de ses patients est amélioré, que leur musculature se renforce, que leurs articulations gagnent en souplesse et que leur moral devient meilleur. En 1889, le Dr Peron étudie Des affections provoquées par l’équitation, hygiène de cet exercice, en abordant également les bienfaits de cette pratique sur l’organisme humain, en particulier sur le système respiratoire, circulatoires et moteur.

### Renaissance et formalisation

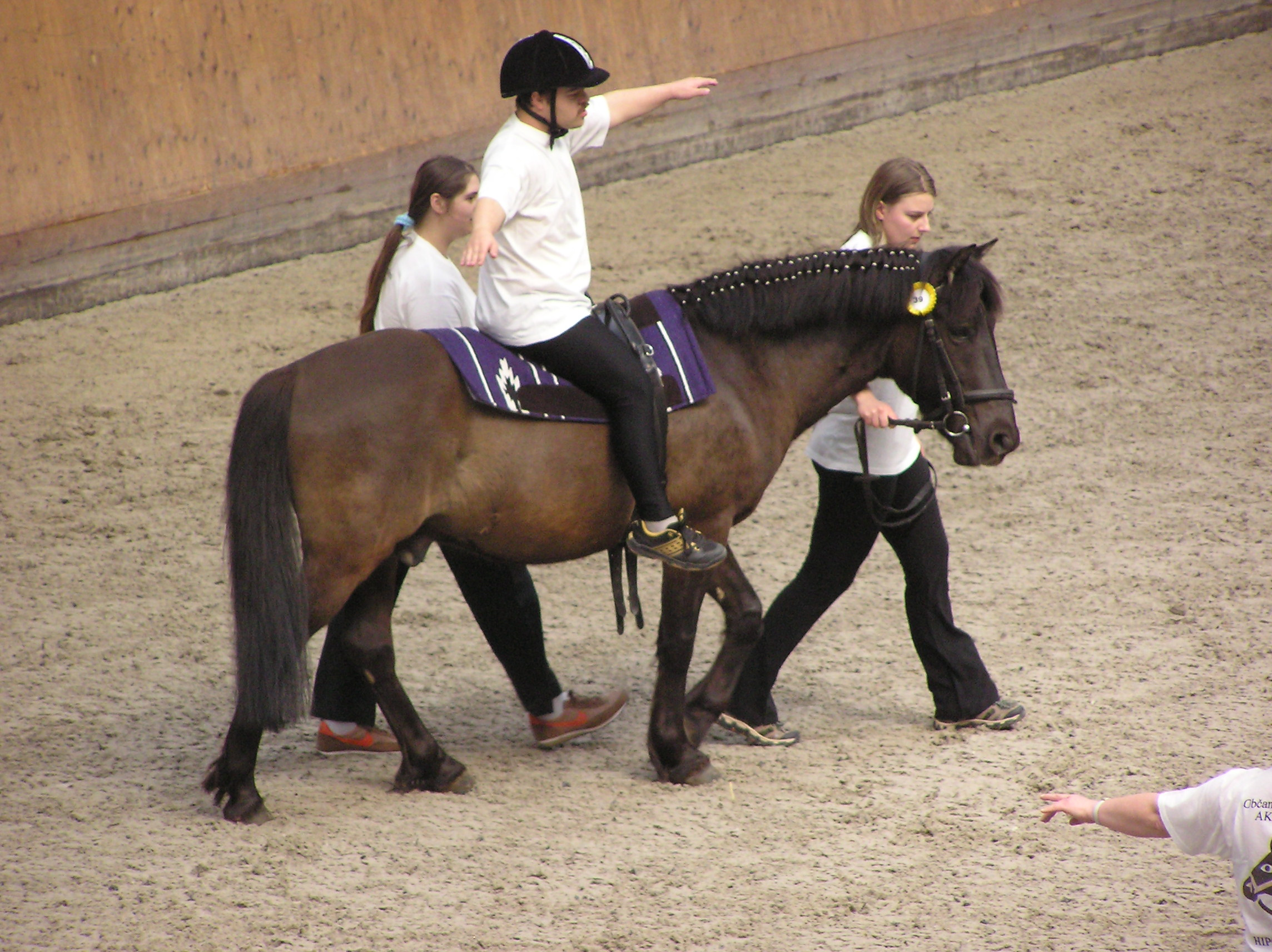
Séance d'équithérapie en république tchèque.

Les premiers essais d'utilisation du cheval en tant qu'outil thérapeutique sont marqués par l'histoire de Lis Hartel, cavalière danoise qui décrocha une médaille d'argent en dressage aux Jeux olympiques d'été de 1952 à Helsinki après avoir surmonté sa poliomyélite en poursuivant une pratique équestre intensive,.
Cet exploit favorisa durablement le développement de pratiques équestres adaptées avec l'implication de personnels médicaux. C'est donc par l'aspect biomécanique du cheval que s'ouvre la longue voie qui mène jusqu'à l'équithérapie telle que nous la connaissons aujourd'hui.
La seconde étape fait intervenir Renée de Lubersac, psychomotricienne, et Hubert Lallery, masseur-kinésithérapeute, qui vont ensemble chercher à théoriser les bénéfices psychomoteurs véhiculés par le contact avec le cheval. Ils publieront ensemble l'ouvrage princeps La Rééducation par l'équitation en 1973, fruit d'un travail de recherche les ayant conduits dans toute l'Europe et marquant l'arrivée en France d'une discipline thérapeutique nouvelle, pratiquée par des professionnels du soin, dans l'intention spécifique de soigner.
La création de la Fédération nationale des thérapies avec le cheval, à partir de 1986, marque la libération des activités de soin de la tutelle des fédérations sportives. L'influence de Renée de Lubersac conduit également ce mouvement de soignants au sein d'un courant largement influencé par la psychomotricité, et des activités de soin orientées explicitement vers le psychisme, à travers les expériences corporelles. Dès 1986, la FENTAC définit son champ d'action comme suit : « la thérapie avec le cheval est une thérapie psycho corporelle dont le but est de réaménager les fonctions psychiques et physiologiques. »
La création de la Société française d'équithérapie, à partir de 2005, apporte un nouveau regard sur les pratiques de soin associant le cheval. Après le soin médical, le soin kinésithérapeutique et le soin psychomoteur, c'est à présent le soin psychique médiatisé par le cheval qui se voit ancré par l'apport des différents domaines de la psychologie et de la psychothérapie à l'utilisation du cheval en thérapie.
Le potentiel guérisseur du cheval gagne en reconnaissance au fil des années. Un nombre croissant d’entraîneurs et de psychothérapeutes y font appel dans le cadre de soins. Les patients sont variés, allant des personnes en souffrance psychologique aux personnes à mobilité réduite, en passant par les patients de maladies longue durée comme la sclérose en plaques.

## Objectifs et moyens

### Objet
L'objet du soin concerne les aspects psychologiques de la personne prise en charge, et exclut les aspects physiologiques. L'équithérapie peut concerner un public souffrant :
- de handicap, qu'il sensoriel ou mental ;
- de maladies psychiques ;
- de difficultés psychologiques, liées ou non à une maladie ou à un handicap[18].

### Moyens
Les moyens mobilisés peuvent être des moyens psychiques ou des moyens corporels. L'action du thérapeute s'inscrit dans des projets relatifs à des domaines variés : psychothérapie, kinésithérapie, ergothérapie, psychomotricité.
Une séance d'équithérapie est pratiquée par une personne qualifiée, afin que les actions menées restent sécurisantes et raisonnables pour la personne prise en charge.
Lors d'une séance d'équithérapie, le patient est le plus souvent en contact avec un seul cheval. Ce cheval va avoir certains comportements vis-à-vis du patient et l'équithérapeute va être chargé de les interpréter. Ainsi, le cheval peut faire ressortir des problèmes, des soucis, des sentiments du patient.
Au cours de l'équithérapie, le cheval demande au patient de vivre dans l'instant présent et d'être lui-même. Une personne qui ressent une émotion ou autre et qui essaie de le cacher perturbe le cheval. Celui-ci est capable de voir nos véritables émotions, et il observe une différence entre comportement et émotion. Le patient est donc obligé d'aligner ses émotions sur son comportement.
Le contact avec le cheval permet également aux patients de renouer avec certaines facettes d'eux qu'ils préféreraient cacher lors d'un contact avec des humains, puisque les chevaux ne les jugent pas et ne les rangent pas dans des cases. Ainsi, le patient peut se sentir plus libre et sans pression d'être jugé à cause d'un stéréotype.
Cette relation avec le cheval peut aussi permettre à certaines personnes à (ré)apprendre à utiliser et sentir leur corps. Le cheval a besoin de repères, et le patient doit donc pouvoir s'affirmer pour communiquer et diriger d'animal.
Les chevaux choisis pour permettre l'équithérapie doivent être d'un très grand calme. Les patients n'ayant peut être pas l'habitude avec ces animaux, certains de leurs comportements et gestes pourraient effrayer les chevaux et les mettre en danger. Les chevaux doivent donc être habitués à rester calmes en toutes situations, même celles auxquelles ils ne sont pas habitués.

## Débats actuels

### Législation
L'équithérapie n'est pas une profession réglementée par la législation française. Il en résulte que le titre d'équithérapeute n'est pas protégé par la loi, et qu'il n'existe pas de formation d'État garantissant la compétence des professionnels.
Les différents organismes représentatifs s'accordent sur le fait qu'il est nécessaire, afin d'exercer dans de bonnes conditions, que les thérapeutes aient reçu une double formation : 
- une formation paramédicale ou médico-sociale de base, délivrant un diplôme reconnu par l'état ;
- une formation spécialisée en équithérapie d'au moins 500 heures, délivrant un diplôme privé ou une attestation de participation.

Une large partie des personnes pratiquant l'équithérapie aujourd'hui n'ont pas reçu une telle formation, ce qui soulève le problème de la légitimité de leur pratique et qui implique des considérations d'ordre éthique et déontologique.

### Terminologie
Les définitions des différents termes qualifiant les activités thérapeutiques associant le cheval sont controversées. La délimitation précise des champs couverts par les mots équithérapie, hippothérapie, thérapie avec le cheval, thérapie équestre, psychothérapie avec le cheval, rééducation par l'équitation ou rééducation équestre reste floue et peu consensuelle.
De nombreux thérapeutes utilisant les mêmes outils définiront leur pratique en utilisant un qualificatif différent, alors qu'inversement, des thérapeutes ayant une orientation divergente (soin somatique ou soin psychique par exemple) peuvent utiliser la même appellation, faute de consensus quant à la terminologie.

### Distinction entre soin, sport et loisir
Autre conséquence du manque de repères légaux, la confusion fréquente entre soin, sport adapté et loisir adapté. Le fait qu'une personne handicapée, malade ou en souffrance côtoie un cheval est souvent qualifié improprement d'équithérapie, alors même que cette activité n'est pas nécessairement encadrée par un thérapeute, et ne comporte pas spécifiquement d'objectifs thérapeutiques.
D'autre part, le souhait des patients n'est pas non plus nécessairement pris en compte, amenant certains vers une pratique sportive de l'équitation alors qu'ils étaient en demande d'un espace thérapeutique, ou au contraire amenant vers des thérapeutes des patients qui sont dans la recherche d'une activité de loisir qui devrait relever d'un enseignant et non d'un soignant.
La distinction entre soin, sport adapté et loisir adapté est difficile à établir en France, dans le sens où la législation actuelle relative à l'éducation sportive tend à classer l'ensemble des structures équestres sous l'égide du ministère de la jeunesse et des sports, compliquant ainsi la possibilité pour un lieu spécifiquement tourné vers l'équithérapie de n'être pas associé à un organisme en lien avec le sport. C'est notamment face à ces difficultés à faire admettre l'indépendance des pratiques thérapeutiques, par rapport au cadre sportif existant actuellement pour les activités équestres, que les organismes représentatifs des praticiens de l'équithérapie ont ouvert une démarche visant à faire reconnaître officiellement la spécificité de leur profession, quitte pour certains à réviser la définition de leurs pratiques pour remplacer la notion de soin par la notion plus vague de prise en charge psychique.

## Applications par trouble

### Autisme
L'équithérapie est une intervention fréquemment indiquée aux personnes autistes. Elle accroît la volonté, réduit l'hyperactivité et améliore l'intégration sensorielle des personnes autistes. Alors que les enfants à troubles autistiques peuvent rencontrer des difficultés pour interagir avec leurs pairs et les adultes, leurs interactions semblent facilitées lorsque le contact s'établit avec un cheval, notamment car il s'agit d'interactions non-verbales et répondant à des règles sociales plus simples. En particulier, la possibilité de communiquer avec le cheval à travers un dialogue tonique, émotionnel, et sensitif, représente une opportunité intéressante pour renforcer ces modes d'expression et de compréhension qui sont une base aux communications digitales. Le cheval joue un rôle de médiateur entre la personne autiste et le thérapeute,,.

#### En Chine
A Pékin, l'ONG Hope propose de l'équithérapie pour aider les personnes autistes, surnommés "les enfants des étoiles", à interagir avec leur environnement.

## Éthique et déontologie
Comme dans toute forme de thérapie, les questions d'éthique et de déontologie sont encadrées en équithérapie, par différentes chartes relevant des organismes représentatifs des thérapeutes. Ces chartes n'ont toutefois pas de valeur légale, et les organismes représentatifs nationaux ne sont pas tous dotés des moyens de les faire respecter (mesures informatives ou disciplinaires à l'encontre des thérapeutes pris en faute), de les remettre à jour, et de répondre aux questions des usagers à leur sujet. Elles constituent donc un engagement moral pris par le thérapeute signataire envers son ou ses organisme(s) représentatif(s).
Il existe à l'heure deux chartes assez distinctes :
- celle proposée par le GIETAC en 2000, reprenant les points essentiels liés aux exigences envers le thérapeute, sa formation, ses devoirs, et son exercice[26] ;
- celle proposée par la Société française d'équithérapie en 2005, amenant davantage de précisions grâce à son fondement sur le Code de déontologie des psychologues[27].

L'équithérapie soulève des questions de bien-être animal. En particulier, il reste difficile d'évaluer précisément si la fréquentation de personnes handicapées et/ou en souffrance peut créer un mal-être chez le cheval, de multiples facteurs entrant en compte. Une étude américaine a toutefois montré qu'après une séance de thérapie avec 33 handicapés moteur, les chevaux étaient moins stressés qu'avant la séance.

## Hôpitaux publics et équithérapie
En France, de nombreux hôpitaux publics utilisent l'équithérapie. La plupart d'entre eux ont recours à des praticiens externes indépendants, mais certains possèdent leurs propres chevaux, installations et équipes dédiées, gérés par l'hôpital. L'hôpital Saint-Jean-de-Dieu à Lyon, les centres hospitaliers de Montfavet, Blain et Rouffach, ou encore l'EPSM des Flandres, font partie de ceux disposant d'une unité d'équithérapie.

#### Sources académiques
- [Desclefs et Di Ponio 2006] Sophie Desclefs et Maguy Di Ponio, Équithérapie et delphinothérapie : comparaison de deux méthodes de zoothérapie et approche éthique du bien-être animal, École nationale vétérinaire d'Alfort : thèse de doctorat vétérinaire, 2006 (lire en ligne)
- [Emond 2003] Nicolas Emond, L'offre et la demande en thérapie avec le cheval, Mémoire de DESS de psychologie, Université Paris V, juin 2003.
- [Juhel et Hérault 2003] Jean-Charles Juhel et Guy Hérault, « L'équithérapie », dans La personne autiste et le syndrome d'Asperger, Presses Université Laval, 2003, 311 p. (ISBN 2763779220 et 9782763779225, présentation en ligne)